# Bekir Arif
Bekir Arif (de cele mai multe ori transcris în limba română sub forma: Bechir Arif) a fost un lider spiritual al tătarilor din România, imam, Muftiul comunității musulmane din județul Constanța. A servit ca muftiu în perioada 1895-1895 fiind precedat de Hağí Mustafa Şerif și succedat de Seid Ahmed Bekir.